# Erik Jørgen Hansen
Erik Jørgen Hansen (født 21. oktober 1935 i Bramming, død 11. maj 2017) var en dansk samfundsforsker og forfatter. Han var uddannet økonom (cand. polit.), men først og fremmest kendt som sociolog. Han er blevet kaldt dansk ulighedsforsknings grand old man.
Han var søn af snedkermester Anker Hansen og Ellen født Lauritzen. I 1959 blev han gift med direktør, cand.polit. Berit Hansen, født Jakobsen.
Han blev i 1954 student fra Ribe Katedralskole og cand.polit. fra Københavns Universitet i 1963.
I 1963 blev han ansat ved Socialforskningsinstituttet, hvor han i 1971 blev forskningsleder. Her beskæftigede han sig især med social mobilitet og uddannelsessociologi. Siden var han forskningsprofessor i uddannelsessociologi på Danmarks Pædagogiske Universitet; han blev pensioneret i 2005.
Modtager af Columbus-prisen i 2000.
Erik Jørgen Hansen skrev ud over sine forskningsmæssige bidrag forskellige debatbøger om social ulighed og beslægtede emner, bl.a. bogen Den maskererede klassekamp (1990) og Konflikter og uligheder i det moderne samfund (2002) samt erindringsbogen Mit 1900-tal (2006). I førstnævnte bog udarbejdede han en oversigt over størrelsen af de forskellige danske samfundsklasser med udgangspunkt i befolkningens ejerskab af økonomisk, bureaukratisk og kundskabsmæssig kapital (Se Sociale klasser i Danmark - Erik Jørgen Hansens opgørelse).
I april 2017, kun halvanden måned inden hans død, udkom hans sidste bog Hvordan kan vi bekæmpe social ulighed, igen? på Informations Forlag. Det var en debatbog, der kritiserede den stigende materielle ulighed i Danmark og slog til lyd for en massiv omfordeling af samfundets goder. Således anbefalede han stigninger i topskat, arvebeskatning og selskabsskat, og at serviceydelser til middelklassen i form af sundhed, kultur og uddannelse skulle barberes ned til fordel for højere kontanthjælp og andre former for indkomstoverførsler.